# Jetour X90

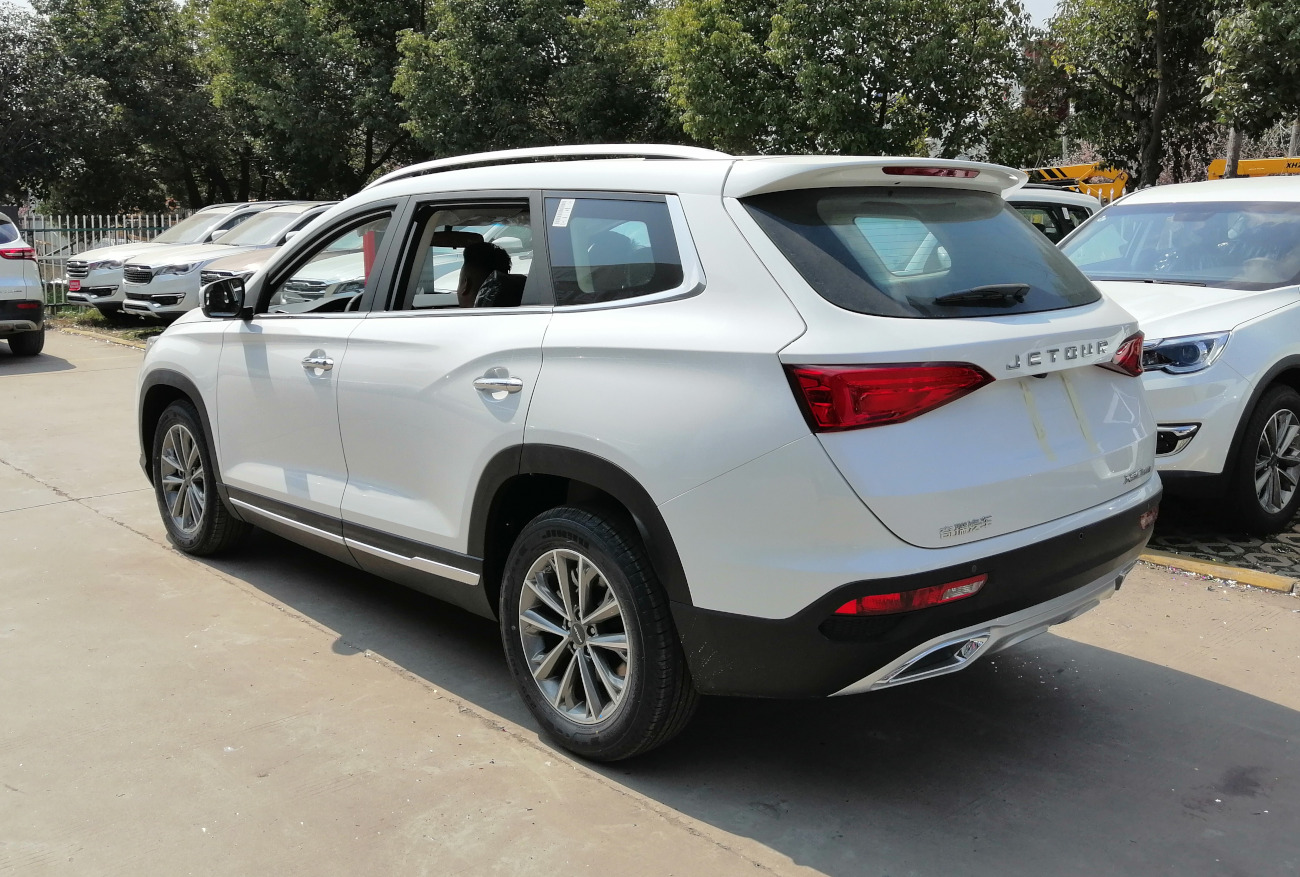
Heckansicht

Der Jetour X90 ist ein Sport Utility Vehicle der chinesischen Automobilmarke Jetour, die zum Automobilhersteller Chery gehört.

## Geschichte
Vorgestellt wurde der 4,84 Meter lange X90 auf der Beijing Auto Show im April 2018. Die Markteinführung auf dem chinesischen Heimatmarkt erfolgte im Januar 2019. Verfügbar ist das SUV als Fünf-, Sechs- und Siebensitzer.

## Technische Daten
Angetrieben wird das SUV wie der größere X95 von einem aufgeladenen 1,5-Liter-Ottomotor oder einem aufgeladenen 1,6-Liter-Ottomotor. Die stärkere Zilong-Edition mit einem aufgeladenen 2,0-Liter-Ottomotor folgte im Februar 2022.
|                                            | 1.5T                         | 1.5T                               | 1.6T                             | 2.0T                             |
| ------------------------------------------ | ---------------------------- | ---------------------------------- | -------------------------------- | -------------------------------- |
| Bauzeitraum                                | 01/2019–07/2019              | 07/2019–11/2022                    | 01/2019–02/2022                  | seit 02/2022                     |
| Motorkenndaten                             |                              |                                    |                                  |                                  |
| Motorart                                   | Ottomotor                    | Ottomotor                          | Ottomotor                        | Ottomotor                        |
| Motorbauart                                | R4                           | R4                                 | R4                               | R4                               |
| Hubraum                                    | 1498 cm³                     | 1498 cm³                           | 1598 cm³                         | 1998 cm³                         |
| max. Leistung bei min−1                    | 108 kW (147 PS) / 5500       | 115 kW (156 PS) / 5500             | 145 kW (197 PS) / 5500           | 187 kW (254 PS) / 5500           |
| max. Drehmoment bei min−1                  | 210 Nm / 1750–4000           | 230 Nm / 1750–4000                 | 290 Nm / 2000–4000               | 390 Nm / 1750–4000               |
| Kraftübertragung                           |                              |                                    |                                  |                                  |
| Antrieb                                    | Vorderradantrieb             | Vorderradantrieb                   | Vorderradantrieb                 | Vorderradantrieb                 |
| Getriebe, serienmäßig                      | 6-Gang-Schaltgetriebe        | 6-Gang-Schaltgetriebe              | 7-Stufen-Doppelkupplungsgetriebe | 7-Stufen-Doppelkupplungsgetriebe |
| Getriebe, optional                         | (8-Stufen-Automatikgetriebe) | (6-Stufen-Doppelkupplungsgetriebe) | —                                | —                                |
| Messwerte                                  |                              |                                    |                                  |                                  |
| Höchstgeschwindigkeit                      | 185 km/h (180 km/h)          | 180 km/h (180 km/h)                | 185 km/h                         | 190 km/h                         |
| Beschleunigung, 0–100 km/h                 | k. A. (k. A.)                | k. A. (k. A.)                      | k. A.                            | k. A.                            |
| Kraftstoffverbrauch auf 100 km, kombiniert | 7,6 l Super (8,3 l Super)    | 7,6 l Super (7,8 l Super)          | 8,1 l Super                      | 8,1 l Super                      |
| Tankinhalt                                 | 55 l                         | 55 l                               | 55 l                             | 57 l                             |

- Werte in ( ) gelten in Verbindung mit Automatikgetriebe.